# Paradera Other
Paradera Other – strefa (zone) w regionie Paradera w środkowej części kraju autonomicznego Aruba, należącego do Holandii, w Ameryce Południowej. 1 stycznia 2020 r. była niezamieszkana.

## Podział administracyjny
W skład strefy nie wchodzi żadna miejscowość: